# Artajerjes (Arne)
Artajerjes (en inglés, Artaxerxes) es una ópera en tres actos con música de Thomas Arne y libreto en inglés, una adaptación que se debe probablemente al propio Arne del libreto de Metastasio Artaserse de 1729. La primera ópera seria en inglés, Artaxerxes se estrenó el 2 de febrero de 1762 en el Theatre Royal, Covent Garden y siguió representándose con regularidad hasta finales de los años 1830. Su trama se basa vagamente en la figura histórica, Artajerjes I de Persia quien sucedió a su padre Jerjes I después de su asesinato por Artabano.

## Historia
El libreto en inglés de Arne tomó como base el precedente de Pietro Metastasio, Artaserse, la última de las cuatro óperas serias que Metastasio escribió para el Teatro delle Dame de Roma; las otras tres fueron: Catone in Utica  (1728),  Semíramis reconocida (1729) y  Alejandro en la India  (1729). El libreto hace el número octavo de los 27 que escribió Metastasio, situándose entre Alejandro en la India (1729) y Demetrio  (1731). Las fuentes a las que acudió Metastasio para componer Artajerjes fueron los dramas El Cid  y Xerxes de los autores franceses Pierre Corneille y Prosper Jolyot de Crébillon respectivamente. Artajerjes se representó por vez primera en el Teatro delle Dame de Roma el 4 de febrero de 1730 con música de Leonardo Vinci (Strongoli, 1690 – Nápoles, 1730).
La noche inaugural de Artaxerxes (2 de febrero de 1762) en el Teatro Royal del Covent Garden de Londres, fue muy exitosa. La obra se repuso en el teatro al año siguiente, aunque esta segunda temporada se vio ensombrecida por una algarada.
Esta ópera rara vez se representa en la actualidad; en las estadísticas de Operabase aparece con sólo dos representaciones en el período 2005-2010, siendo la primera de Thomas Arne.

## Personajes
| Personaje                                                 | Tesitura           | Reparto el 2 de febrero de 1762 Director: Thomas Arne |
| --------------------------------------------------------- | ------------------ | ----------------------------------------------------- |
| Artajerjes I (Príncipe y posterior rey del Imperio persa) | contralto castrato | Nicola Peretti                                        |
| Semira (hija de Artabano)                                 | soprano            | Jane Vernon                                           |
| Mandane (hermana de Artajerjes)                           | soprano            | Charlotte Brent Pinto                                 |
| Arbace (hijo de Artabano)                                 | soprano castrato   | Giusto Fernando Tenducci                              |
| Rimenes (general persa)                                   | tenor              | George Mattocks                                       |
| Artabano (Capitán de la Guardia Real)                     | tenor              | John Beard                                            |

Las representaciones tuvieron lugar los días 2, 5, 9, 12, 16, 19 y 23 de febrero; 1 y 14 de abril.
La traducción al inglés corrió a cargo del propio compositor.
En esta versión de Arne, el nombre del personaje original de Metastasio “Megabiste” es sustituido por el de “Rimenes”

## Argumento
La trama se desarrolla en el año 464 a. C. en la ciudad de Persépolis, capital del Imperio Persa.
Acto primero
El hijo de Artabano, Arbaces, ha sido deportado porque había osado amar a la hija del rey, Mandana, y ahora regresa en secreto para verla. Entre tanto, su padre ha matado al rey Jerjes para favorecer una posible ascensión de su hijo al trono; pero, lleno de miedo, Artabano da a su hijo la espada, goteando sangre todavía, y favorece su fuga.
Descubierto el asesinato, Artabano induce a Artajerjes a sospechar de Darío, su hermano menor; y el regicida, interpretando los deseos del nuevo rey, lo hace matar inmediatamente. Más tarde descubren a Arbaces con la espada que lo acusa; es hermano de Semira, a quien Artajerjes ama profundamente, por lo que el juicio es para él muy penoso. 
Acto segundo

Royal Opera House, Covent Garden, de Londres.Dibujo anterior al incendio de 1808.Por Augustus Pugin y Thomas Rowlandson.

Artabano queda encargado de juzgar al presunto asesino, su propio hijo; y este, para no traicionarlo, se declara inocente, pero se niega a revelar lo que sabe. Mandana, aunque ama a Arbaces, luchando contra sus sentimientos reclama justicia; Semira, en cambio, se muestra piadosa por la suerte de su hermano. Artabano trata de hacer huir a su hijo, pero este se niega. 
Acto tercero
El vil y ambiguo Artabano condena a su hijo Arbaces, aún sabiéndolo inocente; trata después de provocar una revuelta para derrocar al rey y liberar a su hijo, pero este consigue aplacarla, mostrándose fiel a la corona en contra de sus propios intereses. Artajerjes se conmueve y lo libera, ofreciéndole para beber una copa envenenada que para él mismo había preparado. Artabano. Este impide que su hijo beba y muera así envenenado, quedando al descubierto que Artabano es el verdadero regicida. Arbaces, que ha salvado la vida del soberano, ofrece la suya propia a cambio de la de su padre. A ruegos de sus hijos, Artabano será exiliado y Artajerjes se casará con Semira concediéndole al héroe Arbaces la mano de su hermana Mandana.

## Influencia
Metastasio tuvo gran influencia sobre los compositores de ópera desde principios del siglo XVIII a comienzos del siglo XIX. Los teatros de más renombre representaron en este período obras del ilustre italiano, y los compositores musicalizaron los libretos que el público esperaba ansioso. Artajerjes fue utilizada por más de 90 compositores para componer otras tantas óperas; sin embargo el paso del tiempo ha hecho caer en el olvido a todas ellas.